# 延慶駅
延慶駅（えんけいえき）は中華人民共和国北京市延慶区に位置する中国国鉄北京鉄路局が管轄する駅である。現在は北京市郊外鉄道S2線の列車の他、京張都市間鉄道を経由する一部列車が発着する。

## 所属路線
- 中国国鉄
  - 康延線：康荘駅起点より12km
  - 北京市郊外鉄道S2線

## 駅構造
- 単式ホーム1面、島式ホーム1面の地上駅である。

## 歴史
- 1983年11月20日 - 康延線開通に伴い延慶南駅として開業。後に延慶駅に改名。
- 2008年8月6日 - S2線が開業。
- 2020年12月1日 - 京張都市間鉄道延慶支線が開業。

## 隣の駅
中国国鉄
康延線(京包線支線)
康荘駅 - 延慶駅
北京市郊外鉄道
S2線
八達嶺駅 - 延慶駅